# El Saucito, Aquila
El Saucito är en ort i Mexiko.   Den ligger i kommunen Aquila och delstaten Michoacán de Ocampo, i den södra delen av landet, 400 km väster om huvudstaden Mexico City. El Saucito ligger 899 meter över havet och antalet invånare är 107.
Terrängen runt El Saucito är huvudsakligen kuperad, men österut är den bergig. Runt El Saucito är det glesbefolkat, med 8 invånare per kvadratkilometer. Närmaste större samhälle är San Pedro Naranjestil, 10,2 km söder om El Saucito. I omgivningarna runt El Saucito växer huvudsakligen savannskog.